# Metrosideros excelsa
El pohutukawa (Metrosideros excelsa) es un  árbol perennifolio de la familia de los mirtos con flores rojas por el color de los estambres. El pohutukawa es una de las doce especies del género Metrosideros endémicas de Nueva Zelanda.

## Descripción
El árbol crece hasta 20 m de altura, con una copa extensa en forma de domo. Su emplazamiento original son las regiones costeras de la Isla del Norte de Nueva Zelanda, al norte de una línea que se extiende desde New Plymouth (39° S) a Gisborne (39° S). También crece en las orillas de los lagos del área de Rotorua. Un espécimen gigante de pohutukawa en Te Araroa en la costa este tiene la fama de ser el árbol más grande del país, con una altura de 20 m y una extensión de follaje de 38 m. El árbol tiene la reputación de ser un habitante de los riscos. Capaz de mantener un agarre en precarias y casi verticales situaciones.  Algunos especímenes tienen raíces aéreas enredadas y fibrosas. Como su pariente hawaiano  el lehua (M. polymorpha), el pohutukawa se ha mostrado eficiente en la colonización de los campos de lava, notablemente en la Isla Rangitoto, un volcán en el puerto de Auckland.

## Flores
El pohutukawa florece de noviembre a enero con un pico en el medio del final de diciembre (el verano del hemisferio sur), con brillantes flores carmesí cubriendo el árbol, por lo tanto tiene el sobrenombre de árbol de Navidad de Nueva Zelanda. Hay una variación entre los árboles individuales en el tiempo de la floración, en la sombra y brillo de las flores. En poblaciones aisladas la deriva genética ha resultado en variación local: muchos de los árboles que crecen alrededor de lo lagos alrededor de Rotorua producen flores rosadas, y cultivar de flores amarillas "Aurea" desciende de un par descubierto en 1940 en la Isla Motiti en Bay of Plenty (Bahía de la abundancia).

## Conservación
En Nueva Zelanda entre otras muchas especies vegetales, el pohutukawa está amenazado por los possum, marsupiales introducidos que consumen sus hojas. Un fondo caritativo de conservación, Project Crimson (Proyecto Carmesí), tiene el objetivo de revertir el declive del pohutukawa y otras especies de Metrosideros – la declaración de la misión es "habilitar al pohutukawa y árboles rata para que florezcan otra vez en sus hábitats naturales como íconos en los corazones y mentes de los neozelandeses".

## Cultivo

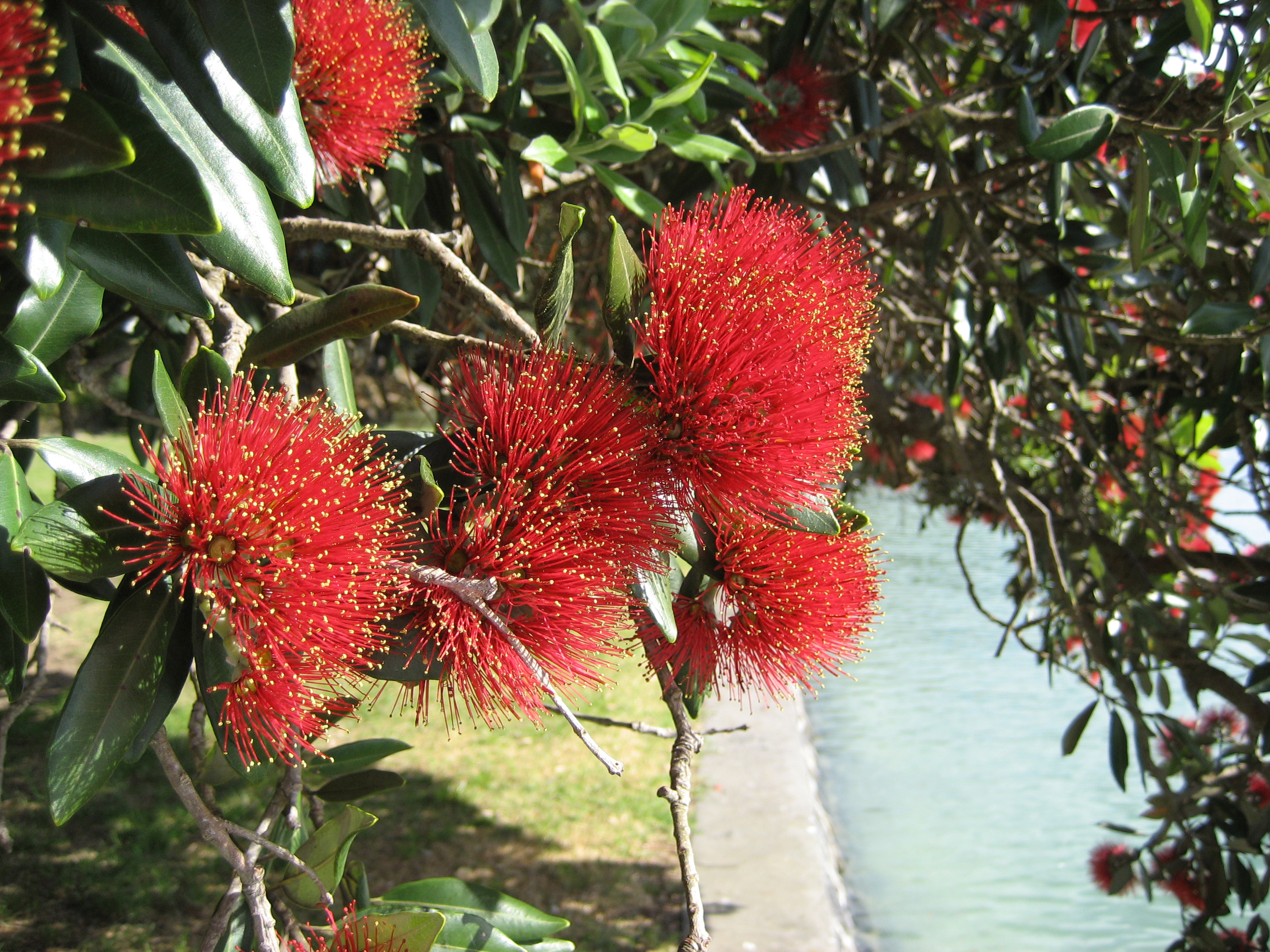
Pohutukawa en floración.

El pohutukawa es popular en cultivo, y hay algunos ejemplos en las ciudades costeras de la Isla del Norte. Vigorosos y fáciles de cultivar, el árbol crece bien al sur de su rango natural y está naturalizado en el área de Wellington en el norte de la Isla del Sur. El pohutukawa ha sido introducido en países de clima templado a subtropical, incluyendo el sudeste de Australia y se ha naturalizado en la Isla Norfolk. En la costa de California, es un árbol popular de calle y de jardín. En partes de Sudáfrica el pohutukawa crece tan bien que es considerado una especie invasora, también se está naturalizando en los riscos costeros de la región de Sídney, Australia, se le ha introducido en el España tan al norte como La Coruña y en Inglaterra en el extremo sur.